# Matgara
Matgara o Matghara es el nombre de una tribu bereber zenata del gran grupo Butr, hermanos de matmata, kunya, lamaya, saddina, madyuna, maghila y otros formando colectivamente el grupo llamado Banu Fatin.
Éstos eran originarios de Tripolitania, pero emigraron a Argelia y Marruecos y los grupos más orientales mencionados por Ibn Jaldún vivieron en Miliana y Ténès. En Marruecos había un grupo en Fez, el Grupo del Atlas propio de Taza (modernamente loa Ayt Warayn) y el grupo del oasis de la región de Sijilmasa (en la ciudad formó la mayoría de la población).
Un matghara, el famoso Maysara, encabezó la rebelión contra los invasores árabes en 749. Bajo Idrís I, el jefe de la tribu, Sheik Bahlul, fue declarado por el califa de Bagdad, pero finalmente se sometió a los idrisíes. Posteriormente, no van a desempeñar ningún papel político, pero seguirán siendo semiindependentes hasta el siglo XVII, cuando sus territorios fueron poblados por otros grupos que llegaron desde el sur. Un grupo de matghara del litoral de Nedroma se va a aliar con los Kumya y van a ser auxiliares de los almohades, bajo cuyo dominio se construyó la fortaleza de Tawunt. Después se sometieron a la Dinastía Benimerín, pero fueron aniquilados por los rivales de estos, los abdalwaditas de Tlemcen, bajo Abu Yahya yaghmurasen ibn Zyan¡ (1236-1283).